# Giffoni Sei Casali
Giffoni Sei Casali est une commune italienne de la province de Salerne, dans la région Campanie.

## Administration
| Période                                  | Période | Identité | Étiquette | Qualité |
| ---------------------------------------- | ------- | -------- | --------- | ------- |
|                                          |         |          |           |         |
| Les données manquantes sont à compléter. |         |          |           |         |

### Hameaux
Capitignano, Sieti, Malche, Prepezzano.

### Communes limitrophes
Calvanico, Castiglione del Genovesi, Fisciano, Giffoni Valle Piana, San Cipriano Picentino.